# Honorio Pueyrredón

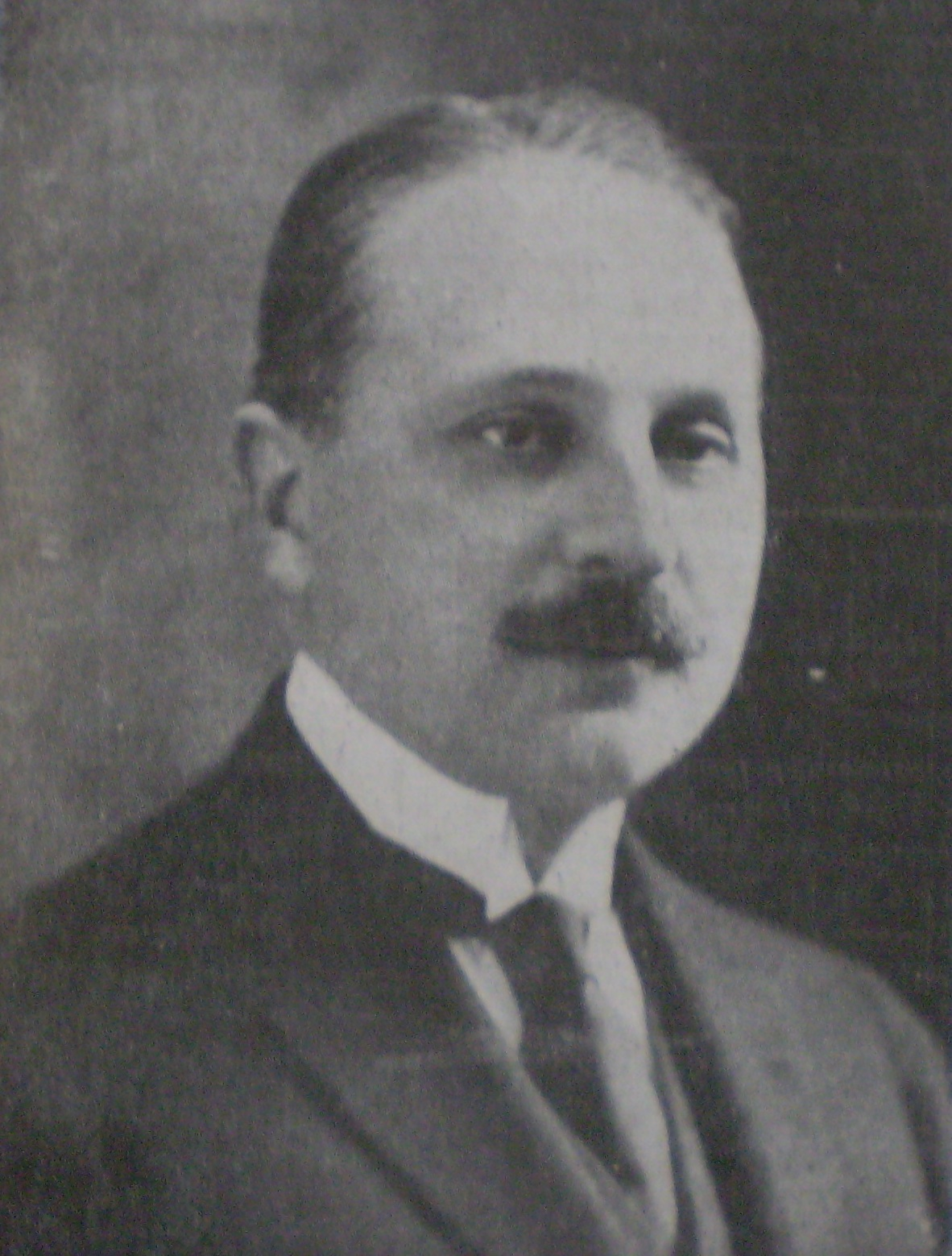
Honorio Pueyrredón

Honorio Pueyrredón (* 9. Juni 1876 in San Pedro; † 23. September 1945 in Buenos Aires) war ein argentinischer Jurist, Universitätsprofessor, Politiker und Diplomat.

## Leben
Pueyrredón studierte bis 1896 Jura an der Universidad de Buenos Aires. Später arbeitete er in der Unión Cívica Radical. 1916 wurde er zum Agrarminister ernannt. Von 1917 bis 1922 fungierte er als Außenminister, in diesem Zeitraum war er zugleich Vertreter Argentiniens beim Völkerbund in Genf. 1922 wurde er Botschafter in den USA, wo er auch für die Beziehungen zu Kuba zuständig war. Im Jahre 1928 war Pueyrredón Präsident einer argentinischen Delegation in Havanna.
1931 wurde er zum Gouverneur der Provinz Buenos Aires gewählt. Diese Wahl wurde jedoch aufgrund von Wahlfälschung von José Félix Uriburu annulliert. Politisch vertrat er die Positionen von Hipólito Yrigoyen.
Nach ihm wurde die Avenida Pueyrredón in Buenos Aires benannt.